# Acanthodelta umbrata
Acanthodelta umbrata är en fjärilsart som beskrevs av Embrik Strand 1914. Acanthodelta umbrata ingår i släktet Acanthodelta och familjen nattflyn. Inga underarter finns listade i Catalogue of Life.